# Patrik Backman
Patrik Backman, född 1975, är en finlandssvensk investerare och styrelseproffs. Backman är medgrundare och VD i riskkapitalbolaget Open Ocean sedan år 2009. Backman har bakgrund vid MySQL AB och som medgrundare av MariaDB.

## Karriär
Backman är utexaminerad från Tekniska högskolan samt Hanken (Svenska handelshögskolan) i Helsingfors.
Backman jobbade inom ledningen i databasföretaget MySQL AB från 2003 tills det såldes till Sun Microsystems år 2008. Han var medgrundare i MariaDB Corporation Ab år 2010 tillsammans med bland annat Michael "Monty" Widenius, Ralf Wahlsten och Kaj Arnö. Backman är  styrelsemedlem vid MariaDB Corporation då bolaget år 2022 siktar på att bli noterat på New York-börsen.
Backman grundade riskkapitalbolaget (VC-bolag) Open Ocean år 2009 tillsammans med Michael "Monty" Widenius, Ralf Wahlsten och Tom Henriksson. Via Open Ocean sitter Backman i styrelsen för flera startup-bolag, t.ex. Supermetrics. 